# Hydriomena serrilinearia
Hydriomena serrilinearia là một loài bướm đêm trong họ Geometridae.